# به دیگری نیکی کن
به دیگری نیکی کن (انگلیسی: Pay It Forward) فیلمی در ژانر درام به کارگردانی میمی لدر است که در سال ۲۰۰۰ منتشر شد.

## بازیگران
- کوین اسپیسی
- هلن هانت
- هالی جوئل آزمنت
- جی مهر
- جیمز کاویزل
- جان بون جووی
- انجی دیکینسون
- دیوید رمزی
- کاتلین ویلهویت
- لیزا اسنایدر